# Wrestle War
Wrestle War är ett arkadspel från Sega, ursprungligen utgivet 1989. 1991 släpptes spelet till Sega Mega Drive/Genesis.
Spelaren kontrollerar nykomlingen Bruce Blade på dennes väg mot att försöka erövra bältet i "Sega Wrestling Alliance" mästerskapet. Han möter i varje match olika wrestlers som var och en har unika attacker. De olika fribrottarna i Wrestle War är fiktiva men är baserade på verkliga sådana.